# Beja (biljni rod)
Beja (lat. Boea), rod gesnerijevki iz podtribusa Loxocarpinae, dio tribusa Trichosporeae. Sastoji se od 13 vrsta iz tropske Azije, Australije Kine.. 
Rod je opisan još 1785 u Encyclopédie Méthodique, Botanique 1: 401., , 

## Opis
Boea ima vrste koje potječu iz Australije, Kine, Indije, Malezije, Burme, Filipina, Polinezije, Solomonskih otoka, Tajlanda, Papue Nove Gvineje, Indonezije, Nepala, Butana, Kambodže, Vijetnama i Laosa. Boea vrste su atraktivne biljke pogodne za kultivaciju. Na primjer, B. hygroscopica, također poznata kao “queenslandska kamena ljubičica” u Australiji, javlja se na poluotoku Cape York i sjeveroistočnom Queenslandu sve do Rockhamptona, unutar raspona nadmorske visine od 60-900 metara (200-2950 stopa). Raste uz korita potoka, na vlažnim obalama, stijenama obraslim mahovinom u prašumi, otvorenoj šumi, šumi loze i galerijskoj šumi. Neke vrste Boea poznate su kao vrste biljaka za uskrsnuće, zbog svoje sposobnosti da prežive duge suše (npr. B. hygrometrica i B. hygroscopica).. Posljednja 13 vrsta Boea cavernarum , otkrivena je 2024.

## Vrste
1. Boea cavernarum Zich & B.Gray
2. Boea dennisii B.L.Burtt
3. Boea hemsleyana B.L.Burtt
4. Boea hians Burkill
5. Boea hygroscopica F.Muell.
6. Boea kinnearii (F.Muell.) B.L.Burtt
7. Boea lawesii (F.Muell.) H.O.Forbes
8. Boea magellanica Lam.
9. Boea mollis Schltr.
10. Boea morobensis C.Puglisi
11. Boea resupinata Zich & B.Gray
12. Boea rosselensis B.L.Burtt
13. Boea urvillei C.B.Clarke